# مارتن كناب
مارتن كناب (بالإنجليزية: Martin Knapp)‏ هو باحث بريطاني، ولد في 8 أغسطس 1952.